# Melitaea draconimorta
Melitaea draconimorta är en fjärilsart som beskrevs av Felix Bryk 1940. Melitaea draconimorta ingår i släktet Melitaea och familjen praktfjärilar. Inga underarter finns listade i Catalogue of Life.